# Wappen von Głubczyce

Wappen der Stadt 1995–2017

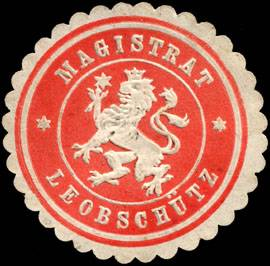
Alte Siegelmarke des Magistrats

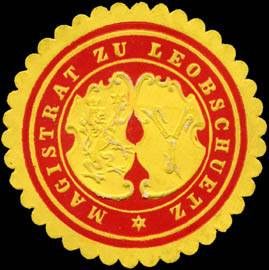
Alte Siegelmarke des Magistrats

Das Wappen der Stadt Głubczyce (Leobschütz) zeigt einen silbernen (weißen) Engel vor einem geteilten rot-goldenen Hintergrund, der als Schildhalter und Gemeine Figur zwei weitere Schilde (Wappen) in den Händen hält. Es geht zurück auf alte Siegel der Stadt aus dem 16. Jahrhundert.

## Beschreibung
Im rot-golden geteilten Schild befindet sich ein silberner (weißer) Engel mit goldenen Haaren und blauen Bändern ums Gewand, über diesem ein goldener Stern. Der Engel stellt den Erzengel Michael dar. Die Gemeine Figur dient als Schildhalter für zwei weitere Schilde.
Der heraldisch rechte Schild zeigt den Böhmischen Löwen, als aufgerichteten, links gewendeten, doppelgeschwänzten und goldgekrönten silbernen Löwen vor einem roten Hintergrund. Über ihm einen goldenen Stern.
Der linke Schild zeigt drei zum Dreieck angeordnete silberne Bootshaken vor einem blauen Hintergrund. Dieses Wappen war das Wappen der Leobschützer Vogtei und wurde ins Wappen der Stadt übernommen, als die Stadt die Vogtei erworben hat. Es ist in dieser Form seit 1272 bekannt.
Die zugehörige Stadtflagge ist rot-golden.

## Geschichte
Das älteste Siegel der Stadt von 1283 zeigt den nach links gekehrten böhmischen Löwen, über ihm einen Stern. Die Umschrift des Siegels lautet „SIGILLVM . BVRGENSIVM . IN . LVPSCHITZ .“. Dasselbe Siegel wurde noch 1352 verwendet.
1445 wurde ein verändertes Siegel verwendet. Es zeigt den nach rechts gekehrten böhmischen Löwen und die Umschrift „SIGILLVM . CIVITATIS . LVPSCHITS .“
Das Siegel von 1564 zeigt einen stehenden Engel mit ausgebreiteten Flügeln, der beide Hände auf zwei vor ihm stehende Schilder stützt. Im rechten Schild befindet sich der gekrönte doppeltgeschwänzte Löwe. Im linken Schild finden sich drei Lanzen-, Hellebardeneisen oder Bootshaken zum Dreieck gestellt. Die Umschrift lautet „SIGILLVM . MAIVS . CIVITATIS . LEOBSCICZ .“
Ein kleines Gerichtssiegel von 1635 zeigt nur den Löwen ohne Stern und ungekrönt.
Spätere Wappen zeigen die beiden Schilde mit dem Löwen und den Bootshaken nebeneinander gestellt ohne Engel.
In seiner modernen Form wurde es am 23. November 1995 durch den Rat der Stadt angenommen. Diese Version wurde 2017 erneut modernisiert.

## Das Wappen als Schmuck
Das Wappen befindet sich an einigen Bauwerken als Fassadenschmuck, u. a. mehrfach am Rathaus.

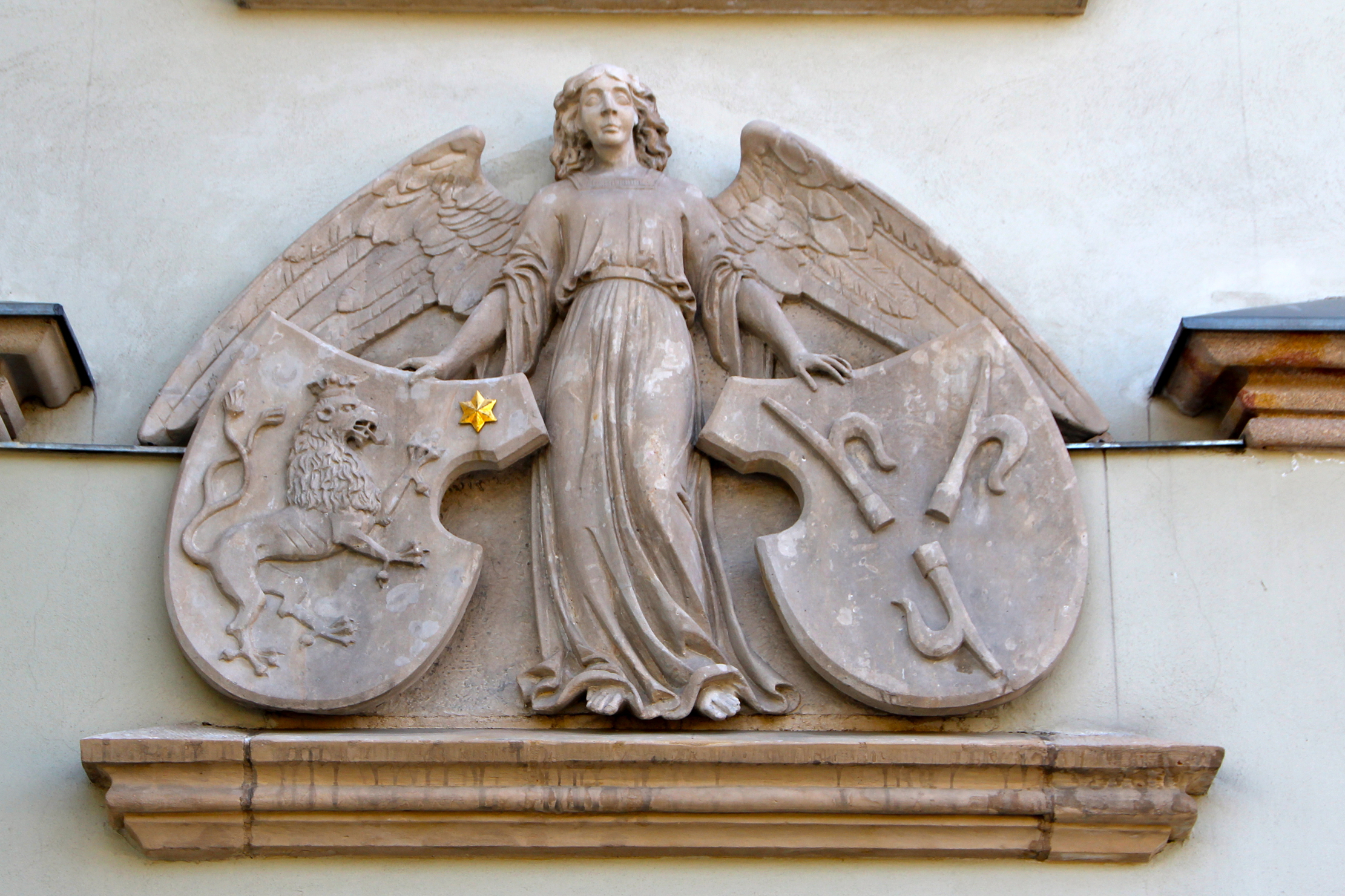
Am Rathaus
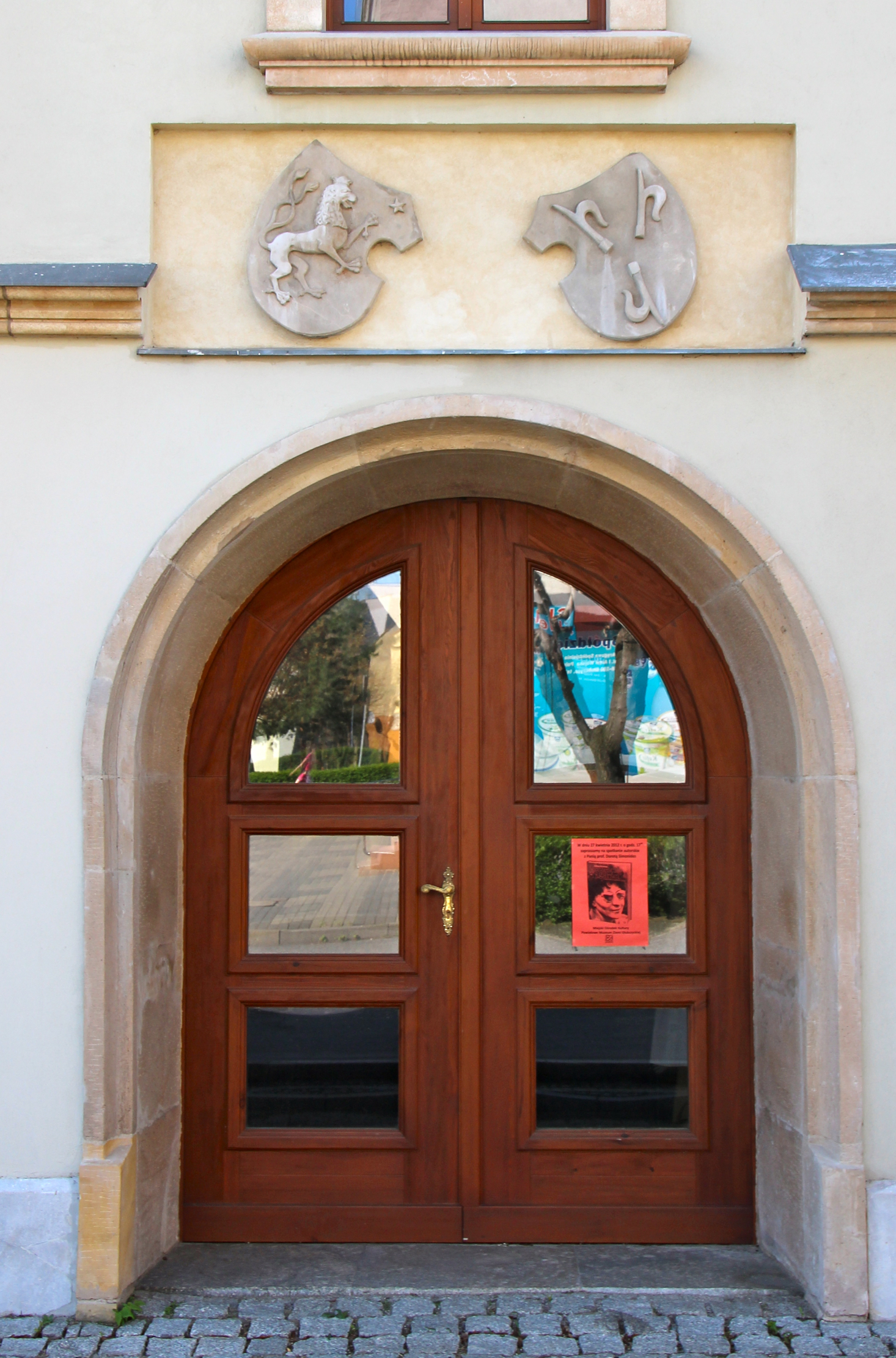
Am Rathaus
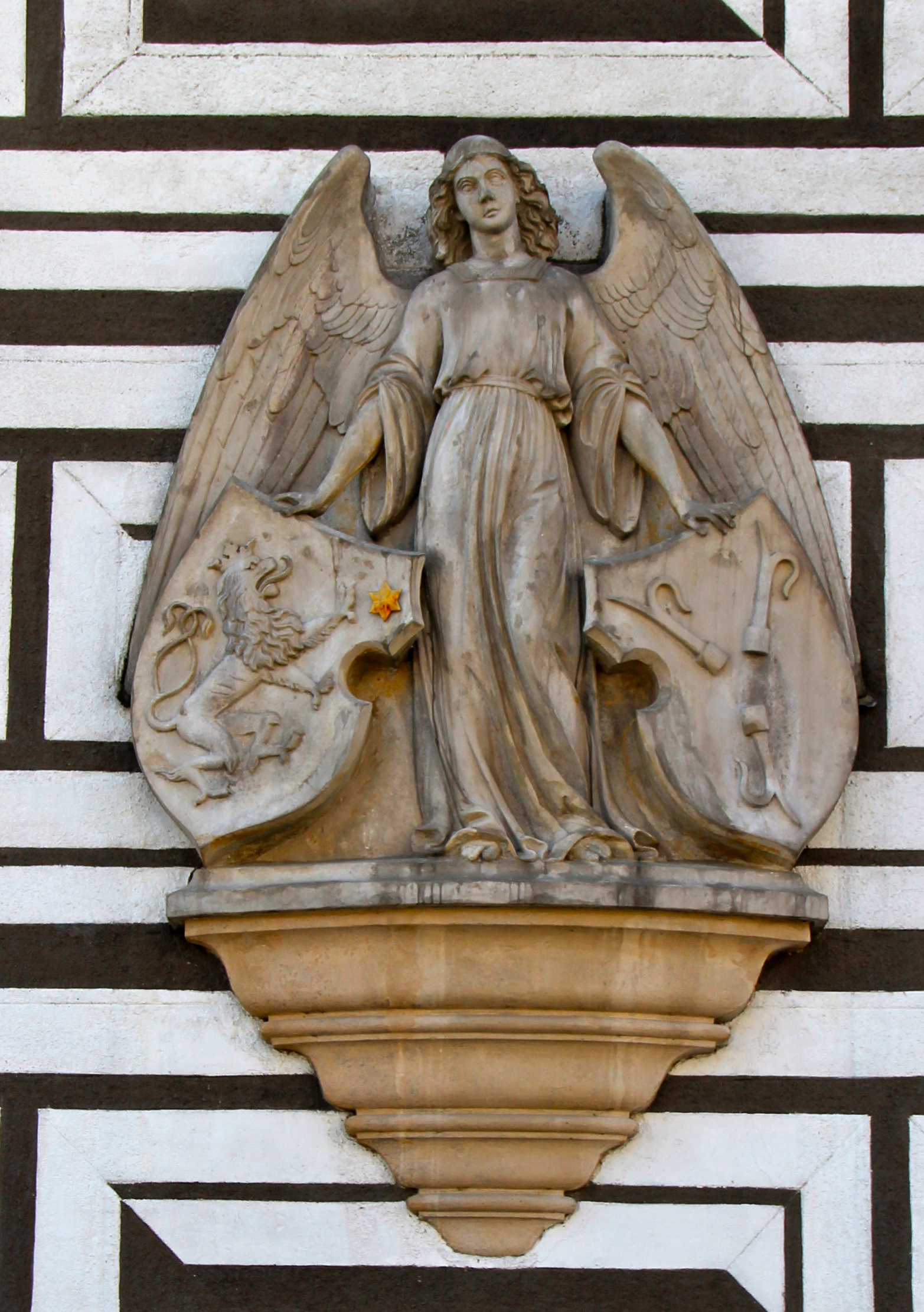
Am Rathaus
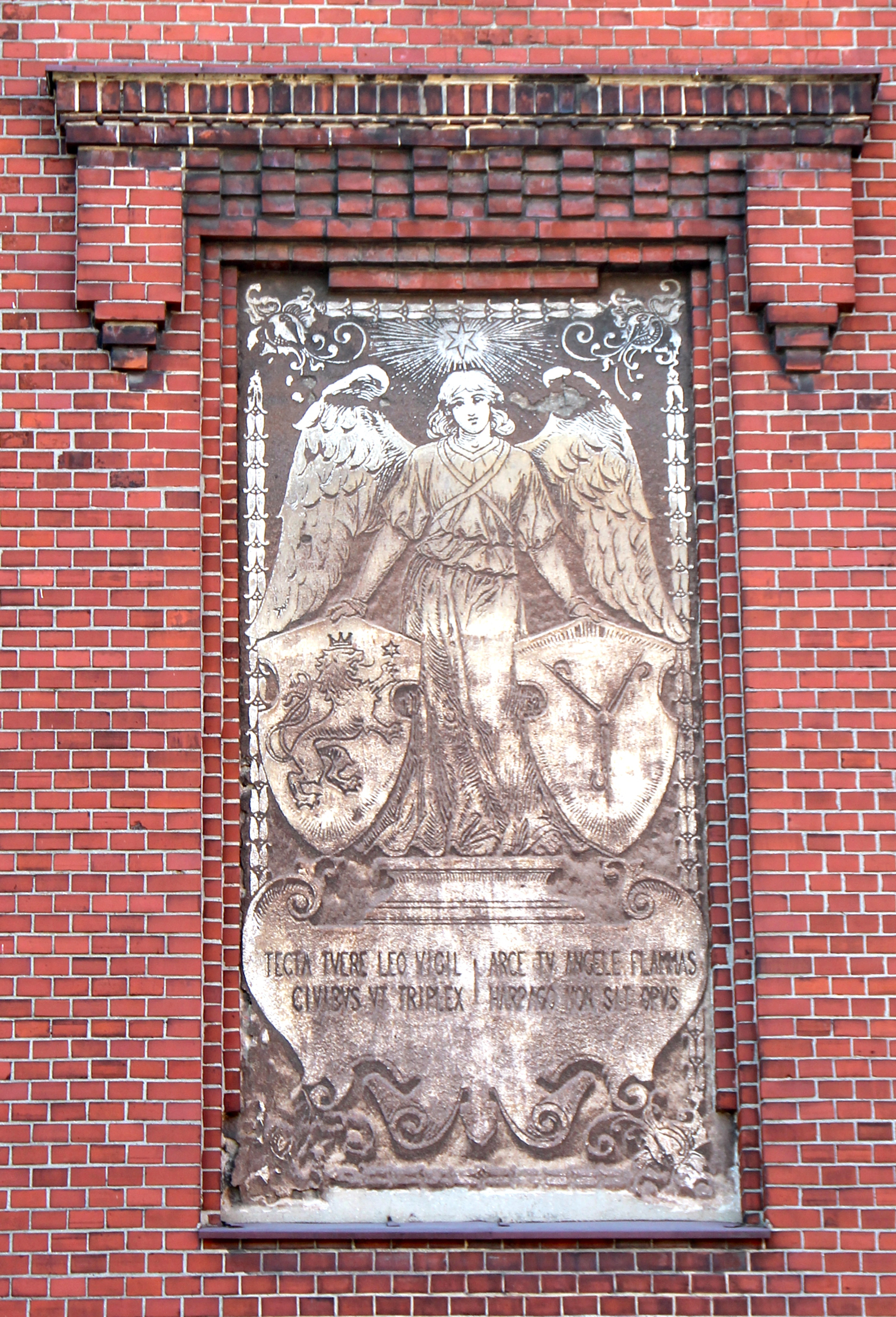
Bild an der Fassade einer Schule